# 新界區專線小巴92M線
新界區專線小巴92M線是由好景專線小巴營辦的一條專線小巴線，來往華員邨及美孚站。

## 歷史
本路線提供華員邨、荔景山、祖堯邨、清麗苑及華荔邨往來美孚站的專線小巴服務，是因應1981年9月14日90線（今90M線）縮短至荔景山，所以原有來往華員邨的服務改由本路線提供，收費為$1.5。為配合荃灣綫於1982年5月16日全線通車，編號更改為92M，收費改為$1，不久後又恢復收費至$1.5。
在1991年1月2日，因為全程收費增至3元，引起居民不滿，更揚言罷搭本路線。

## 服務時間及班次
| 華員邨開       | 華員邨開    | 華員邨開     | 美孚站開（大約時間） | 美孚站開（大約時間） | 美孚站開（大約時間） |
| 日期           | 服務時間    | 班次（分鐘） | 日期                 | 服務時間             | 班次（分鐘）         |
| -------------- | ----------- | ------------ | -------------------- | -------------------- | -------------------- |
| 星期一至六     | 06:05-00:00 | 5-10         | 星期一至六           | 06:20-00:15          | 5-10                 |
| 星期日及紅假期 | 06:30-00:00 | 8-10         | 星期日及紅假期       | 06:45-00:15          | 8-10                 |

## 收費
- 全程收費：$6.0
  - 念祖街往返華員邨或美孚站：$4.7

| - 本線大小同價。 - 乘客可以現金或八達通於上車時付款，不設找續。 - 65歲或以上長者使用長者或個人八達通（包括「樂悠咭」），合資格殘疾人士使用「殘疾人士身份」個人八達通卡繳付車資，以及60至64歲香港居民使用「樂悠咭」，均可享有每程劃一$2.0的政府長者及合資格殘疾人士公共交通票價優惠計劃。 - 乘客若繳付分段收費，請通知車長調校八達通機。 |

## 行車路線
- 往美孚途經：華員徑、華景山路、大窩交匯處、華瑤路、荔枝嶺路、念祖街、敬祖路、荔景山路、荔灣道、美荔道、長沙灣道、掉頭處、荔枝角道及美荔道
- 往華員邨途經：美荔道、荔灣道、荔景山路、敬祖路、念祖街、荔枝嶺路、華瑤路、大窩交匯處、華景山路及華員徑